# Umaga
Umaga（1973年3月28日—2009年12月4日）
本名愛德華·史密斯·"艾奇"·法圖（Edward Smith "Eki" Fatu），是美國職業摔角手，出身自美屬薩摩亞，Umaga是他效力於世界摔角娛樂(WWE)旗下時使用的擂台名，也是他最廣為人知的擂台名，他在世界摔角娛樂的最高成就是奪得過兩次洲際盃冠軍。
法圖是Anoa'i家族的一員，在前往世界摔角娛樂發展前，多半與他的表哥Matt Anoa'i組成雙打隊伍進行比賽，隊伍使用過"島嶼男孩"(The Island Boyz)、"薩摩亞黑幫"(Samoan Gangstas)、"三分鐘警報"(3-Minute Warning)等名稱。之後法圖加入世界摔角娛樂，使用Jamal的擂台名出道，但是並沒有闖出響亮的名號，直到2005年底，WWE與法圖再次簽約，讓他重新以名叫Umaga的薩摩亞戰士擂台角色出道。他被WWE力捧，角色也被設定成難以被擊敗，一直到2006年3月才在Raw初嘗敗績。他有許多的綽號，例如"薩摩亞推土機"(The Samoan Bulldozer)、"薩摩亞野蠻人"(The Samoan Savage)。2009年12月4日，法圖因為心臟病發，與世長辭。

## 早年生涯
法圖出生於美國加利福尼亞州的舊金山，他是Anoa'i家族的一員，他的舅舅就是當年十分有名的摔角雙人組狂野薩摩亞中的Afa Anoa'i與Sika Anoa'i，這也啟發了法圖，在他之後使用的擂台角色Umaga身上也能看到狂野薩摩亞的形象。他有兩個哥哥，皆投身於摔角事業，分別是山姆·法圖(Sam Fatu)(使用Tonga Kid與Tama的擂台名)與索羅法·法圖(Solofa Fatu)(使用Rikishi的擂台名)。而WWE摔角巨星巨石強森(The Rock)則是法圖的表哥。

## 職業生涯

### 起步 (1995-2002)
法圖最初的摔角生涯開始於他叔叔Afa以及Sika開設的"狂野薩摩亞摔角訓練營"，1995年時他完成了他的摔角訓練，加入了World Xtreme Wrestling(WXW)，隔年他用Ekmo的擂台名與他的表哥Matt Anoa'i(當時使用Kimo做為擂台名，後來改名為Rosey)一起參與了WWE劇情的演出(並未簽約)，當時他們與Solofa Fatu(後來的Rikishi)(Solofa Fatu是艾迪法圖的哥哥)對抗，但是這段劇情很快的就結束了。之後他們在WXW發展，1997年5月24日，他與Kimo組成的"薩摩亞黑幫"擊敗了當時的WXW雙打冠軍Love Connection隊，拿下生涯第一個冠軍頭銜。他們的第二次冠軍記錄則是在同年9月17日，敗了一隊俄羅斯組合Mad Russian與Russian Eliminator。
1997年時WWF看中了他們兩個，給了他們一紙聯盟發展合同，於是他們改名為"島嶼男孩"並加入WWF旗下，俄亥俄州辛辛那提市的訓練聯盟Heartland Wrestling Association(HWA)。期間他們也到其他聯盟進行過交流，在Memphis Championship Wrestling與Frontier Martial-Arts Wrestling(FMW)都曾拿下過雙打冠軍。2001年10月14日，他們打敗了由Shannon Moore和Evan Karagias組成的隊伍，獲得了HWA聯盟的雙打冠軍腰帶，之後因為要升上WWE，把腰帶輸給了Val Venis和Steve Bradley組成的隊伍。

### 世界摔角娛樂 (2002–2003)
2002年7月，法圖與表哥Matt Anoa'i正式與WWE簽約，他們把自己組合的名稱又改成了"三分鐘警報"(Three Minute Warning)，他們在節目上的角色，是當時RAW的總經理Eric Bischoff的侍從，法圖也開始使用Jamal的擂台名。之後和很多有名的選手都發生了不少劇情，並在2002年的殺無赦大賽上拿下勝利。但是2003年6月，Jamal因為在酒吧鬧事，被WWE中止合約。

### Total Nonstop Action Wrestling (2003)
與WWE的合約結束後，他隨即與Total Nonstop Action Wrestling(TNA)簽約，並使用他以前在"島嶼男孩"時期使用的擂台名Ekmo。他在TNA發展的時間不算長，只有2003年的6月到11月而已，在TNA裡他和Sonny Siaki組成一隊，並幫助Siaki在與D-Lo Brown的棺材比賽中取得了勝利，也參加了與America's Most Wanted(AMW)的對抗。但在2003年11月，Ekmo離開TNA，獨自到日本繼續發展。

### 全日本摔角 (2003–2004)
法圖離開TNA後加入了全日本摔角，重新使用以前的擂台名Jamal，並和Justin Credible組隊，開始了在全日本雙打冠軍聯賽上的征戰，其中還曾回到TNA亂入，但最後他們敗給了Satoshi Kojima和Kaz Hayashi這對組合並且拆夥。之後Jamal改與Taiyo Kea組成雙打搭檔，這個隊伍維持了兩年，並有著不錯的成績，拿下了2004年世界最強雙打組合系列戰的優勝 。2005年1月26日，他們在日本大阪擊敗了Hiroshi Tanahashi和Yutaka Yoshie，奪得全日本雙打冠軍腰帶，他們也曾短暫的到Hawai'i Championship Wrestling比賽，奪下了該聯盟的雙打冠軍腰帶。

### 回歸WWE (2005–2009)
2005年12月，法圖再次與WWE簽約，原本WWE是打算讓"三分鐘警報"重組，但是在法圖正式復出前，三分鐘警報的另一位成員Rosey被WWE中止了合約。

#### Raw時期 (2006–2008)

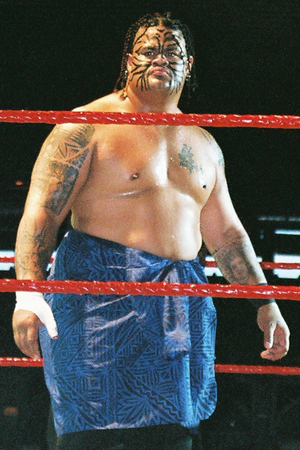
Umaga在WWE Raw的 house show上演出

2006年4月3日，法圖正式在RAW節目中重新出道，他使用了一個新的擂台名Umaga，這個字的意思源自於傳統薩摩亞刺青程序中的最後一個步驟——在肚子上刺青。這也是最痛苦的一個步驟，而它的薩摩亞語發音就是V. 'Umaga ，意思是"終結"。他的角色被設定成一位破壞性十足的野蠻人，只聽從他的經紀人Armando Alejandro Estrada的命令.。Umaga一出道就跟WWE老將瑞克·福萊爾槓上 ，他的經紀人Estrada在福萊爾出場時嘲笑福萊爾已經老了，該退休了，該是讓新的英雄"Umaga"出場的時候了，接著Umaga就痛毆了福萊爾以及來支援福萊爾的選手。之後Umaga成為了文斯·麥馬漢的打手，並在爆裂震撼賽事上打敗了Bobby Lashley。
之後Umaga仍然維持著難以被擊敗的形象，他打敗了WWE的巨星們，像是Triple H、尚恩·麥可、約翰·希南等等。之後他捲入了麥馬漢父子與DX之間的抗爭，在2006年的夏日衝擊賽事上，DX對上了文斯·麥馬漢與辛恩·麥馬漢，Umaga原本打算亂入幫助麥馬漢父子，但是被肯恩阻止。兩人因此結下樑子，之後的兩個月Umaga持續的與肯恩對抗，最後兩人打了一場特殊賽事，敗者要離開RAW，Umaga打敗了肯恩並把他趕出了Raw。在2006年的決戰星期天賽事裡，觀眾票選了肯恩當Umaga的對手，Umaga再次獲勝。

之後Umaga開始挑戰WWE冠軍腰帶，而當時的腰帶持有者約翰·希南自然成了Umaga的眼中釘，兩人在2007年的重裝革命賽事上交手，結果約翰·希南打敗了Umaga，也正式中止了Umaga重新出道以來34場的不敗記錄。在此之前Umaga只有兩場無法取勝的記錄，一次是被取消資格，另一次是雙方同時數秒到10。賽後Umaga的經紀人Estrada試圖淡化這場敗北，宣稱約翰·希南只是僥倖獲勝，並不斷的挑釁希南，直到希南答應在皇家大戰上再跟Umaga打一場Last Man Standing match.，但是皇家大戰還沒開打，Umaga就先偷襲了希南，導致希南脾臟受傷(劇情上的設定)。但是事後希南拒絕接受驗傷，堅持帶著傷在皇家大戰上與Umaga進行Last Man Standing比賽，最後仍舊是希南獲勝，他在使出STFU的同時用繩圈勒了Umaga的脖子。

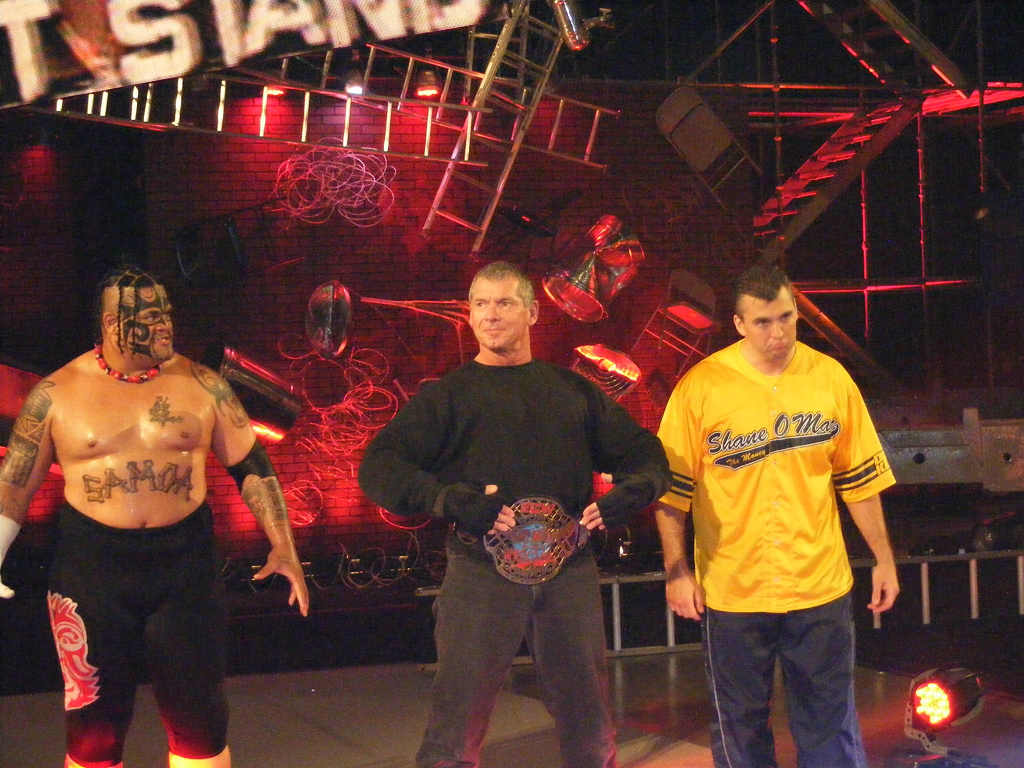
Umaga與戴著ECW冠軍腰帶的文斯·麥馬漢在2007年狂潮再起賽事上出場

雖然Umaga挑戰WWE冠軍腰帶失敗，但是緊接著他又捲入名為億萬富翁戰爭的劇情裡，開始肇因於美國知名商人川普宣稱他能夠在任何情況下 "超越" WWE的擁有者文斯·麥馬漢。文斯心有不干並要和川普來場一對一的決鬥，但是這兩個人最終同意各自找一位摔角選手為代打，在第23屆摔角狂熱上進行一場頭髮對頭髮的比賽，敗者必須將自己的頭髮剃成光頭。而文斯挑選了Umaga做為打手代表。為了激勵Umaga，文斯特別授予了Umaga挑戰洲際盃冠軍腰帶的權力，讓Umaga打敗當時的冠軍傑夫·哈迪，拿下了他的第一個冠軍頭銜。另一方面，在億萬富翁戰爭中，川普挑選了Bobby Lashley做為打手，但是在摔角狂熱上Umaga敗給了Bobby Lashley，導致文斯·麥馬漢的頭髮被剃了個精光。摔角狂熱結束後兩週，Bobby Lashley在一次巡迴表演賽中干擾了比賽進行，讓一位觀眾Santino Marella打敗了Umaga並奪下了洲際盃冠軍腰帶(此為劇情，該名觀眾是安排好要出道的摔角手)。這加深了麥馬漢父子、Umaga與Bobby Lashley的仇恨，因此在4月29日的爆裂反衝賽事上，文斯安排了一場讓步賽，由Bobby Lashley同時對上Umaga與麥馬漢父子，最後在Umaga的猛攻下，Bobby Lashley輸掉了比賽，也讓ECW冠軍頭銜易主為文斯·麥馬漢。

之後兩組人馬持續抗爭，在2007年的末日審判大賽上，再次由原班人馬對上(麥馬漢父子與Umaga對上Bobby Lashley)，這次Bobby Lashley壓制了辛恩·麥馬漢贏得勝利，但是賽後文斯耍賴宣稱目前的ECW冠軍腰帶持有者是他，而Bobby Lashley打敗的是辛恩，因此無法贏得腰帶。這段鬥爭最後在2007年的狂潮再起賽事上終結，麥馬漢父子與Umaga再次與Bobby Lashley進行比賽，但這次是無規則的街頭戰，最後Umaga仍被Bobby Lashley打敗，而Bobby Lashley也贏回ECW冠軍腰帶。
6月時，Umaga再次把焦點轉向洲際盃冠軍腰帶，因此開始與Santino Marella對上，兩人在冠軍之夜賽事上爭奪腰帶，Umaga整場都把Santino揍的死去活來的，但是最後卻因為無視裁判的犯規讀秒而被判輸掉比賽。Umaga對此結果不服，於是在7月2日再度舉行重賽，這次Umaga打敗了Santino並贏得了洲際盃冠軍腰帶。之後Umaga短暫的轉為正派，幫助了約翰·希南對抗Carlito與藍迪·歐頓。2007年的夏日衝擊大賽上，Umaga成功的在三方威脅戰中擊退了甘迺迪先生與Carlito，衛冕了洲際盃冠軍。但是之後在8月27日的Raw節目上，Umaga再度轉為反派，他亂入了甘迺迪先生與傑夫·哈迪的比賽，他把傑夫痛打一頓並扔在擂台上後揚長而去，於是9月3日的Raw上，傑夫得到了復仇戰的資格，結果Umaga敗給傑夫並失去洲際盃冠軍頭銜。當天稍晚Umaga又被安排與Carlito組隊，在讓步賽中對上Triple H，結果他被Triple H的大鐵鎚痛毆至受傷(劇情設定)，做為補嘗，Umaga得到了在2007年完全終結大賽上挑戰Triple H的WWE冠軍腰帶的權力，但是Umaga並未挑戰成功。2007年的強者生存賽事上，他與MVP、甘迺迪先生、芬利、Big Daddy V組隊，對上由Triple H領軍的4人隊伍，進行了一場行刑戰(被壓制3秒者淘汰出擂台)，但是由Triple H的隊伍取得勝利。第24屆摔角狂熱上，Umaga獲得了出場機會，他與巴帝斯塔進行比賽，但是Umaga輸給了巴帝斯塔。之後傑夫·哈迪重回WWE，William Regal重新點燃了Umaga與傑夫的戰火，兩人再度開始抗爭，兩人在狂潮再起賽事上進行Falls Count Anywhere比賽，最後由傑夫獲勝。

#### SmackDown時期與生涯句點(2008–2009)

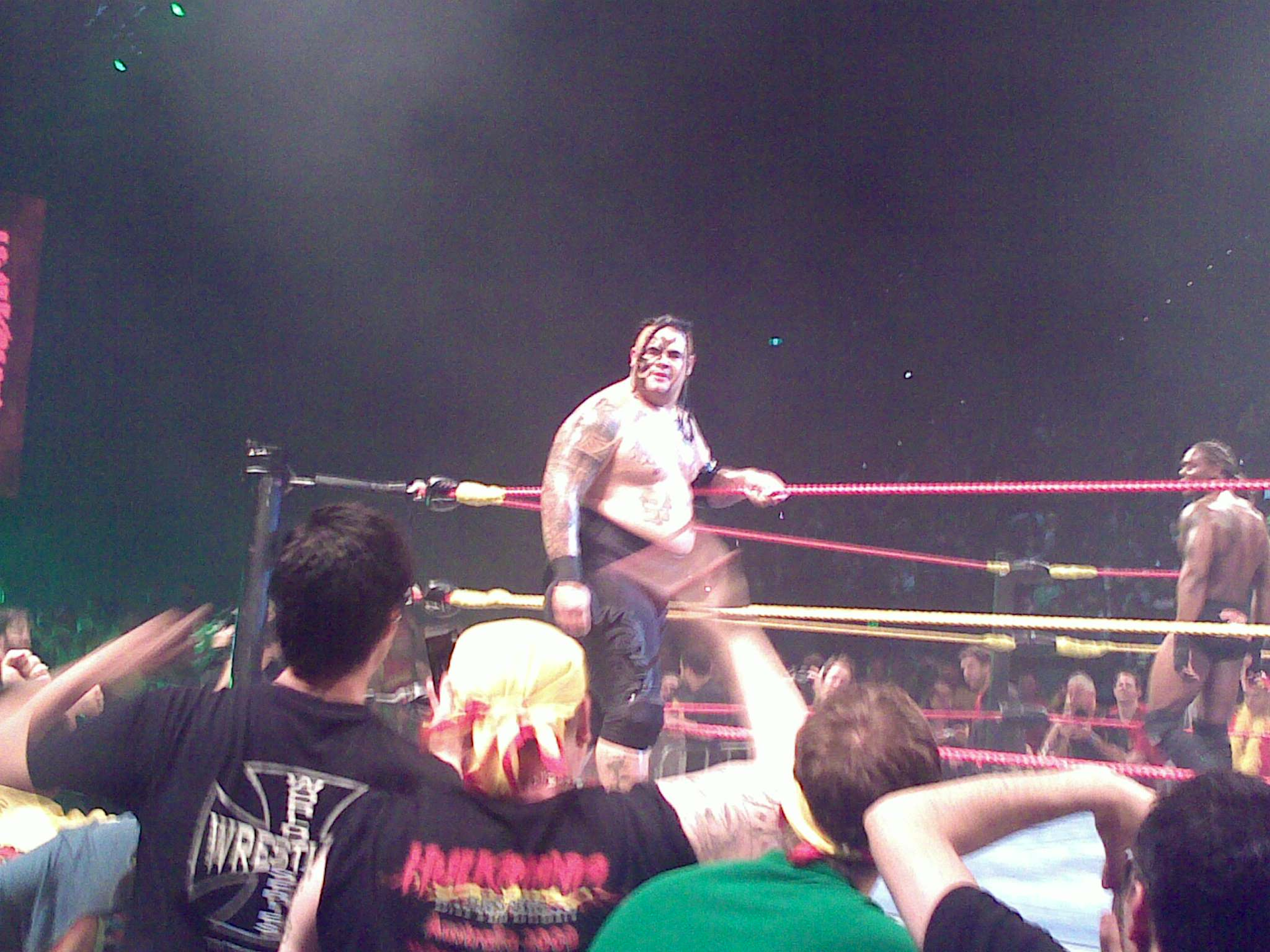
法圖在HULK巡迴表演上的演出

2008年6月23日的WWE樂透，Umaga從RAW被抽中移籍到SmackDown。他開始了與甘迺迪先生以及The Big Show的對抗劇情，但是不久後，在8月2日的WWE田納西州巡迴比賽上，Umaga對上傑夫·哈迪，在比賽中Umaga的後交叉韌帶受傷。Umaga一直休息到2009年1月30才再度復出，他在復出戰上擊敗了Jimmy Wang Yang，之後他一直保持連勝，直到對上Triple H時，才因為犯規被判定取消資格而落敗(當時Triple H被The Legacy偷襲)。之後他開始與CM Punk對抗，每次當CM Punk要使用Money in the Bank的權利時，Umaga就跑出來攪局，在2009年的末日審判大賽上，Umaga對上CM Punk，最後由Umaga獲勝。在2009年5月22日的SmackDown節目上，Umaga第一次開口說了英文(Umaga的角色原本是設定為只會說薩摩亞土話的)，當時他跟CM Punk挑戰一場薩摩亞皮鞭賽。最後在同年極限規則大賽上，兩人正式進行了一場薩摩亞皮鞭賽，結果CM Punk打敗了Umaga，也因為沒有Umaga攪局，當晚CM Punk成功的使用了Money in the Bank的權力奪得了世界重量級冠軍腰帶。
2009年6月8日，Umaga突然被WWE中止了合約。稍後才有消息指出Umaga是因為違反了WWE的選手健康管理政策，這是他第二次違反該政策，加上Umaga拒絕接受戒斷療程，因此被解顧。之後Umaga以自由選手的身份參加了Hulk Hogan舉行的澳洲巡迴表演賽，11月28日賽事結束後他返回位於德克薩斯州的住所，12月4日因急性心臟病發過世，享年36歲。

## 私生活
2007年8月30日，法圖上網購買禁藥被逮，運動畫刊、紐約日報及華盛頓郵報都報導了這則消息，這個舉動違反了WWE的"健康選手"(Talent Wellness)計劃。這並非他第一次使用禁藥，2006年7月到12月間他被指控使用生長激素及生長荷爾蒙，當時WWE已經明令禁止從網路藥局購買禁藥。法圖在2009年再次違反了WWE的禁藥使用規定，藥檢未通過，但是他拒絕了WWE提供的療程，因此在2009年6月8日，WWE中止了與Umaga的合約。
2008年4月27日，法圖的母親薇菈在經過7年與癌症對抗的過程後過世。

## 死因
2009年11月底，法圖剛參加完Hulk Hogan在澳洲的巡迴演出，回到位於德克薩斯州的住家。12月4號，法圖看電視看到睡著，法圖的妻子數小時後卻發現他已經沒有呼吸，並且流鼻血。他被緊急送往德州休士頓的一家醫院急救並進入加護病房，他被診斷出急性心臟病。當晚6點(北美東部時區)，法圖心臟病再次發作，急救無效後宣告死亡。

## 摔角場上的表現

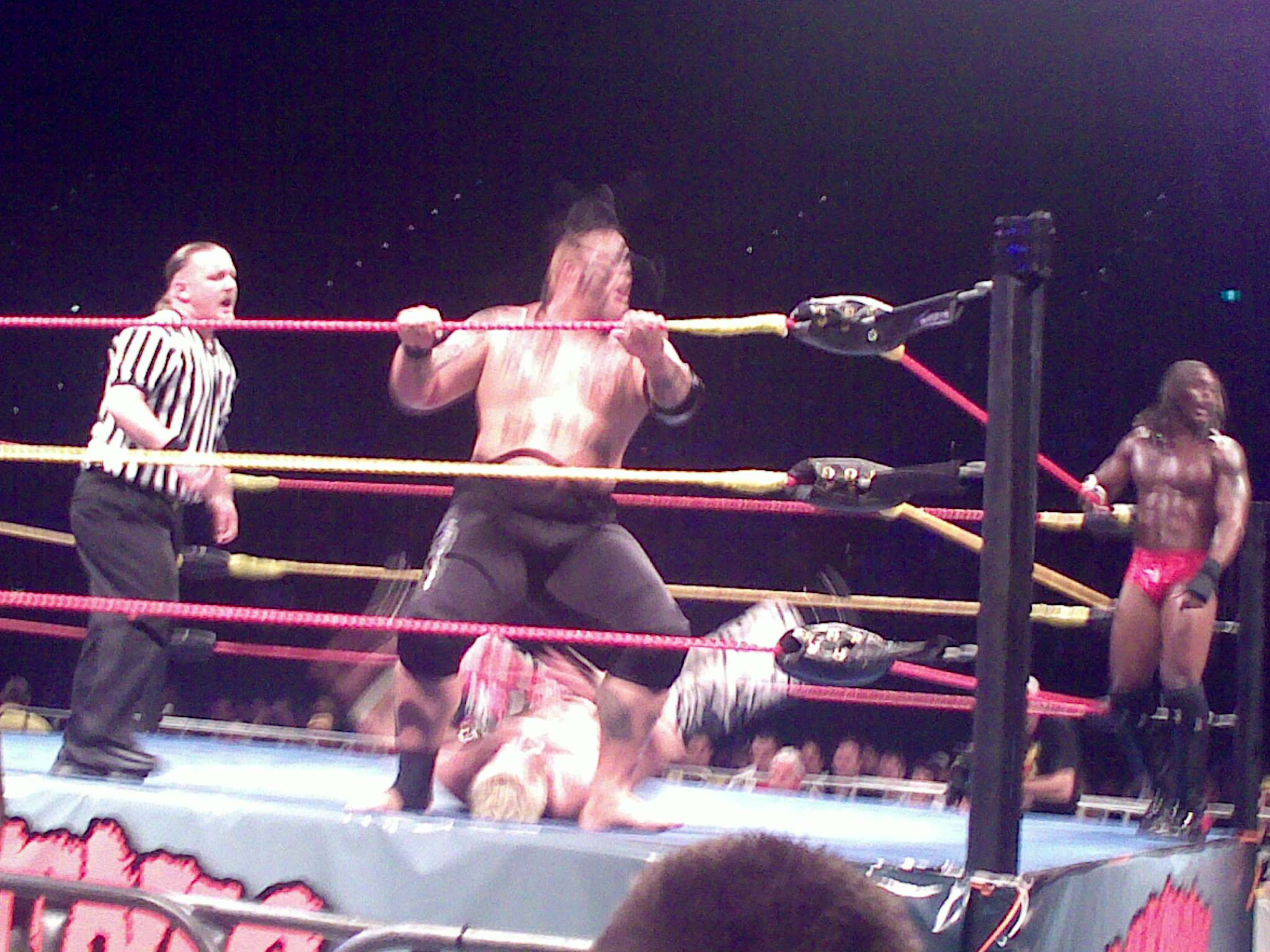
Fatu attacking Brian Christopher

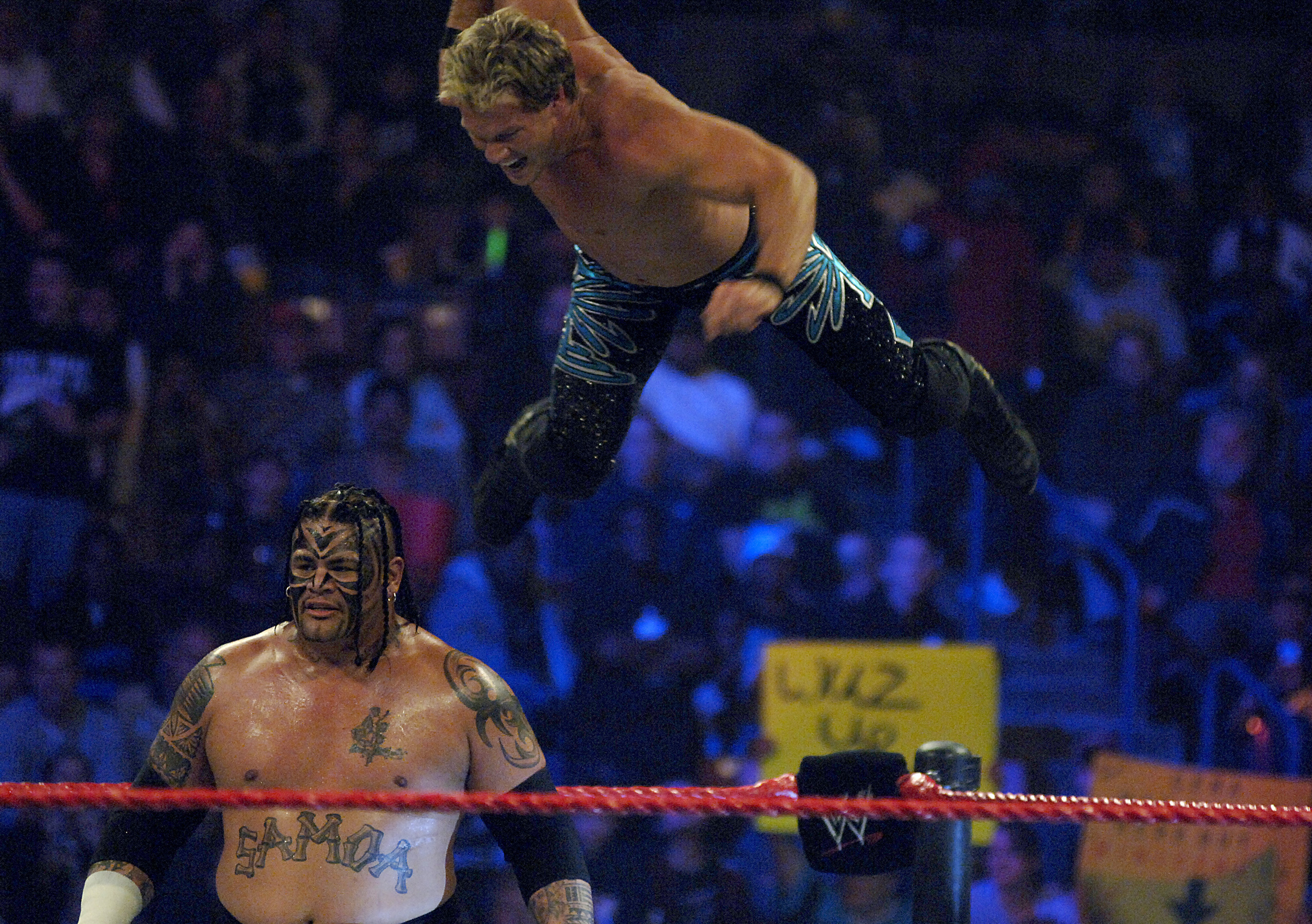
Chris Jericho facing Umaga on Raw.

### 終結技
- - 逆打樁機(Reverse piledriver)[3] – Japan
  - 薩摩亞穿刺(Samoan Spike) 用姆指高速刺擊對手喉嚨[3][4]
  - 超級薩摩亞落下技將對手拋高後接住，再使出的薩摩亞落下技[3]
  - 狂野薩摩亞飛躍(Wild Samoan Splash) [3]

### 招牌技
- - Backbreaker rack dropped into a neckbreaker – 2006
  - Complete shot[3]
  - 跳水式頭擊[3]
  - Giant swing,[3] occasionally into an object such as ring steps or a barricade
  - Nerve hold
  - 助跑式跳躍頭擊(角落限定)[3]
  - Samoan Wrecking Ball[57] (Running hip attack to the head of an opponent seated and leaning against the bottom turnbuckle)[3]
  - 薩摩亞落下技(Samoan drop), sometimes preceded by a gorilla press[3]
  - Savate kick
  - Spinning wheel kick
  - Swinging side slam
  - Throat thrust
  - Turnbuckle powerbomb[3]
  - Two-handed chokelift[3]

### 經紀人
- - Eric Bischoff
  - Rico
  - Armando Alejandro Estrada
  - 辛恩·麥馬漢
  - 文斯·麥馬漢

### 外號
- - "薩摩亞颱風"(The Samoan Typhoon) (全日本摔角)
  - "薩摩亞毀滅機器"(The Samoan Wrecking Machine) (WWE)
  - "薩摩亞粉碎機"(The Samoan Smashing Machine) (WWE)
  - "薩摩亞推土機"(The Samoan Bulldozer) (WWE)[58]

### 進場配樂
- - "3 Minutes" by 2 Skinnee J's (三分鐘警報時期)
  - "Virtual Voodoo" from the Extreme Music Library
  - "Tribal Trouble" by Jim Johnston

## 冠軍頭銜及成就
- 全日本摔角時期

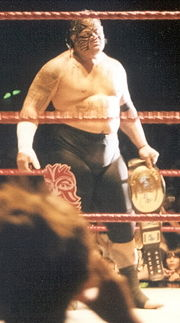
Umaga奪得WWE洲際盃冠軍腰帶

  - 全日本摔角世界雙打冠軍(1次)[13] – with Taiyō Kea
  - 世界最強雙打組合 (2004年) – with Taiyō Kea
- Frontier Martial-Arts Wrestling
  - FMW/WEW 硬蕊雙打冠軍 (1次)[9] – with Matt Anoa'i
- Hawai'i Championship Wrestling
  - HCW Kekaulike Heritage 雙打冠軍 (1次) – with Taiyō Kea
- Heartland Wrestling Association
  - HWA 雙打冠軍 (1次)[59] – with Kimo
- Memphis Championship Wrestling
  - MCW 南方雙打冠軍 (3次)[8] – with Kimo
- 職業摔角畫刊Pro Wrestling Illustrated（PWI）
  - PWI 500位摔角手第22名(2007年)[60]
- 世界摔角娛樂
  - WWE 洲際盃冠軍 (2次)[61]
- 摔角觀察報獎項
  - 年度最爛雙打組合(2002) with Rosey

## 外部連結
- Eddie Fatu (Umaga) at Online World of Wrestling（页面存档备份，存于）
- Eddie Fatu在互联网电影资料库（IMDb）上的資料（英文）